# Anthores
Anthores is een kevergeslacht uit de familie van de boktorren (Cerambycidae). De wetenschappelijke naam van het geslacht werd voor het eerst geldig gepubliceerd in 1869 door Pascoe.

## Soorten
Anthores is monotypisch en omvat slechts de volgende soort:
- Anthores leuconotus Pascoe, 1869